# Katsunori Ueebisu
Katsunori Ueebisu (上夷 克典 Ueebisu Katsunori?, Kagoshima, 5 de abril de 1996) es un futbolista japonés que juega como defensa en el Júbilo Iwata de la J2 League.

## Trayectoria
En 2019 se unió al Kyoto Sanga FC de la J2 League.

## Clubes
| Club              | País  | Año       |
| ----------------- | ----- | --------- |
| Kyoto Sanga F. C. | Japón | 2019-2020 |
| Oita Trinita      | Japón | 2021-2023 |
| Sagan Tosu        | Japón | 2024      |
| Júbilo Iwata      | Japón | 2025-     |